# Josip Temunović
Josip Temunović (Žednik, 7. ožujka 1938. – Subotica, 22. prosinca 2006.), bio je hrvatski književnik, iz Vojvodine. Pisao je pjesme, a od proze priče, eseje, humoreske, reportaže i feljtone. Bio je rimokatolički svećenik.

## Životopis
Josip Temunović rodio se u bačkom selu Žedniku 1938. godine, u obitelji bunjevačkih Hrvata, od oca Roka i majke Klare. Bio je deseto dijete.
Školovao se u "Cvijinovoj škuli" i poslije u "Kerskoj škuli". Srednje školovanje je imao u subotičkoj i đakovskoj gimnaziji. U Đakovu ostaje studirati filozofiju i bogoslovlje. Diplomira 1965., a za svećenika se zaredio godinu dana prije u subotičkoj katedrali.
Duhovnički je djelovao u nekoliko naselja. Bio je kapelan u župi sv. Roka, u Aleksandrovu i u Novom Sadu. 1969. odlazi u Sombor upravljati novoosnovanom somborskom župom Sv. Križa, a kasnije i u Kolut, Gakovo te povremeno upravlja somborskim filijalama sv. Nikole Tavelića i Imena Marijina u Nenadiću. U Somboru je organizirao ljetovanje katoličkih obitelji u Živogošću, vodio je Hrvate na vjeronaučne olimpijade i ostala okupljanja katoličkih Hrvata.
1986. je otišao u Suboticu gdje obnaša mjesto knjižničara biskupijske knjižnice. Živio je u svećenićkom domu Jozefinumu. Iz tog razdoblja datira njegov književni i istraživački rad. 
U Subotici je pokrenuo Tribinu za mlade, na koju je dovodio poznata imena kao što su fra Bonaventura Duda, Josip Turčinović i drugi. 
Bio je svjesni pripadnik hrvatskog naroda kojem su teško padale podjele u zajednici bunjevačkih Hrvata.
Pisao je o Subotičkoj Matici i biskupu Lajči Budanoviću. Tekstove je objavio u Bačkom klasju, Crkvi na kamenu, Žigu, Maruliću, Zvoniku i Hrvatskoj riječi. Napisao je nekoliko natuknica za Leksikon podunavskih Hrvata – Bunjevaca i Šokaca.

## Djela
Napisao je četiri knjige. Njegovim književnim djelima je motiv salaš.
- Salašarske skice, poezija, eseji, prozne crtice, 2002.
- Subotička matica, povijesna monografija, 2002.
- Zadužbina biskupa Budanovića, povijesna monografija, 2002.
- Zbornik o životu i djelu biskupa Lajče Budanovića, 2004. (urednik izdanja)
- Bilježnica za povijest bunjevačkih i šokačkih Hrvata, 2009.

Svojim djelima je ušao u antologiju poezije nacionalnih manjina u Srbiji Trajnik (prireditelja Riste Vasilevskog).

## Vanjske poveznice
- Vijenac, br. 400/2009.  Arhivirana inačica izvorne stranice od 18. rujna 2016. (Wayback Machine) Budi svoj - Izbor iz suvremenoga hrvatskog pjesništva u Vojvodini (1990–2009). Izbor T. Žigmanov